# Протистояння Чу і Хань
Протистояння Чу і Хань (кит.: 楚漢相爭), також відоме як Чу-Ханьська війна (кит.: 楚漢戰爭) — період міжцарів'я у Імператорському Китаї з падіння династії Цінь до встановлення династії Хань. Після того, як Цінь була повалена військами повстанців у 206 році до н. е., імперія була розділена на Вісімнадцять держав, якими керували лідери повстанців і колишні генерали Цінь, яких назначив Сян Юй, могутній ватажок повстанців. Невдовзі спалахнула громадянська війна, головним чином між двома великими ворогуючими державами — Чу і Хань, правителями яких відповідно були Сян Юй і Лю Бан. Деякі з інших королівств також вели війни між собою, але вони були здебільшого незначними порівняно з основним конфліктом між Чу та Хань. Війна завершилася перемогою Хань у битві при Гайся в 202 році до н. е., під час якої Сян Юй покінчив життя самогубством після останньої боротьби. Згодом Лю Бан проголосив себе імператором новоствореної династії Хань.

## Передумови
Наприкінці Періоду Воюючих держав, Держава Цінь підкорила інші шість держав – Хань, Чжао, Янь, Вей, Чу та Ці – і у 221 році до н. е. об’єднала Китай під керівництвом імперії Цінь. Ін Чжен, правитель Цінь, проголосив себе Ши Хуан-ді – першим імператором Китаю. Після його смерті у 210 році до н. е., спалахнуло повстання Чень Шена і У Гуанга у 209 році до н. е. і воно тривало близько п'яти місяців, доки сили Цінь не придушили його.
Хоча повстання зазнало невдачі, протягом наступних трьох років вибухали й інші повстання. Лідерами цих повстань були претенденти на престоли колишніх шести держав, завойованих Цінь, або прихильники претендентів. Серед них найвідомішим був Сян Юй, який походив із родини генералів Чу, і він хотів відновити державу Чу з королем Хуай II як її номінальним правителем. Сян Юй привів сили Чу до перемоги над силами Цінь у битві при Джулу і оголосив себе «Королем-гегемоном Західного Чу». Після битви він контролював дев'ять commanderies на колишніх територіях Лян і Чу, зі столицею в Пенчен (кит.: 彭城; сучасний Сюйчжоу, Цзянсу).
Тим часом Лю Бан , ще один відомий лідер повстанців, який спочатку приєднався до Сян Юя, сформував власну повстанську групу. У той час як основна частина військ Цінь воювала проти Сян Юя у битві при Джулу, Лю Бан привів свої сили до регіону Гуаньчжун, центру династії Цінь, зіткнувшись по дорозі з мінімальним опором. У жовтні 207 року до н. е. останній імператор Цінь, Цзиїн, здав столицю Сяньян Лю Бану, поклавши кінець династії Цінь. Лю Бан шанобливо ставився до Цзиїна і забороняв своїм послідовникам завдавати шкоду мирним жителям і грабувати Сяньян. Однак, коли Сян Юй врешті-решт прибув до регіону Гуаньчжун, Лю Бана змусили передати контроль над регіоном Сян Юю, незважаючи на попередні домовленості між ними про те, що той, хто першим займе Гуаньчжун, отримає титул «Король Гуаньчжуна»
Після того, як Сян Юй взяв під свій контроль Сяньян, він дозволив своїм військам розграбувати місто та наказав знищити Палац Епан. Сян Юй також намагався вбити Лю Бана на Feast at Swan Goose Gate, але Лю Бан вижив і втік через нерішучість Сян Юя. Пізніше Сян Юй змусив Лю Бана переїхати з Гуаньчжуна у віддалений, слаборозвинений регіон Башу (сучасні Чунцін і Сичуань).
Потім Сян Юй розділив колишню імперію Цінь на численні васальні держави, кожною з яких керував лідер повстанців або генерал Цінь, який здався. Держави були спільно відомі як Вісімнадцять королівств, з Королівством Чу як номінальною суверенною владою над іншими королівствами. Сян Юй також нагородив короля Хуая II вищим титулом "Emperor Yi of Chu". Невдовзі після цього він заслав офіційного імператора до округу Чень (кит.: 郴縣; сучасний Ченьчжоу, Хунань), і таємно наказав Ін Бу, королю Цзюцзяна, перехопити та вбити імператора Ї по дорозі.

## Початкові етапи

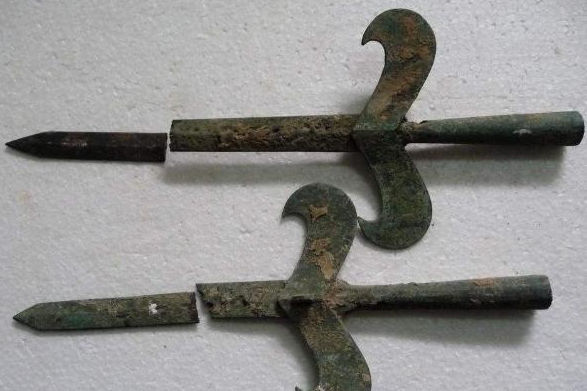
Древкова зброя з тризубом, династія Хань

У 206 році до н. е., після того, як колишня імперія Цинь була розділена на Вісімнадцять держав, Лю Бана було зроблено королем Хань і переселено до регіону Башу (сучасні Чунцін і Сичуань) разом із 30 000 військових і тисячами цивільних. Прибувши до місця призначення, Лю Банг наказав знищити галереї, що ведуть до Башу, щоб обманом переконати Сян Юя, що він не має наміру залишати Башу, і як запобіжний крок проти будь-якого нападу з-за меж Башу.

### Повстання у Ці та Чжао
Тим часом у колишній державі Ці Тянь Жун, дворянин Ці, був незадоволений тим, як території Ці були розділені між трьома королівствами – Ці, Цзяодун і Цзібей, спільно відомими як Три Ці – тому він розпочав війну проти цих королівств. Він убив Тянь Ши, короля Цзяодуна, і Тянь Аня, короля Цзібея. Тянь Ду, король Ці, зазнав поразки від Тянь Жуна, тому він утік і приєднався до Сян Юя. Тянь Жун отримав контроль над трьома Ці і став правителем територій Ці.
Тянь Жун зв'язався з Пен Юе і уклав з ним союз проти Сян Юя. У той же час він послав війська на підтримку Чень Юю, який підняв повстання в колишній державі Чжао. У 205 році до нашої ери Чень Юй переміг Чжан Ера, короля Чаншаня, і захопив контроль над його королівством. Чень Юй призначив Чжао Се, короля Дай, новим правителем територій Чжао.
Дізнавшись про повстання в Ці і Чжао, Сян Юй привів свої війська до боротьби з повстанцями.

### Han conquest of the Three Qins
While Xiang Yu was away, Liu Bang seized the opportunity to attack the territories in Guanzhong which were ruled by three former Qin generals and collectively known as the Three Qins. He sent Han Xin to pretend to repair the gallery roads leading from Bashu to the Three Qins in order to put the enemy off guard, while secretly taking another route through Chencang (present-day Chencang District, Baoji, Shaanxi) to get to the Three Qins. Han Xin took Zhang Han, the King of Yong, by surprise and defeated him in two consecutive battles.
Riding on the tide of victory, Liu Bang proceeded to conquer Longxi (the area in present-day Gansu located west of Mount Long), Beidi (eastern Gansu and Ningxia) and Shang (around present-day Yulin, Shaanxi). He also sent his men to fetch his family in Pei (present-day Xuzhou, Jiangsu) and bring them to him. Upon receiving news of Liu Bang's attacks, Xiang Yu sent an army to Yangjia (Шаблон:Zhi; present-day Taikang County, Henan) to block Liu Bang's forces; he also appointed Zheng Chang as the King of Hán to help him cover his flank.
Meanwhile, Zang Tu, the King of Yan, killed Han Guang, the King of Liaodong, seized his lands and proclaimed himself the ruler of the Yan territories.

### Battle of Pengcheng
In 205 BCE, after conquering the Three Qins in the Guanzhong region, Liu Bang advanced to the east of Hangu Pass to prepare for an attack on the Henan region. Sima Xin, the King of Sai, Dong Yi, the King of Di, and Shen Yang, the King of Henan, surrendered to Liu Bang. Zheng Chang, the King of Hán, refused to submit to Liu Bang, so Liu Bang sent Hán Xin to attack and defeat him. Liu Bang then replaced Zheng Chang with Hán Xin as the new King of Hán. Zhang Er, the former King of Changshan, joined Liu Bang after losing his domain to Zhao Xie and Chen Yu.
In April–May 205 BCE, Liu Bang attacked Henei with help from Wei Bao, the King of Western Wei. When Liu Bang received news that Xiang Yu had ordered the assassination of Emperor Yi, he held a memorial service for the emperor and accused Xiang Yu of committing regicide, using this incident as political propaganda to justify his war against Xiang Yu.
In May–June 205 BCE, Xiang Yu defeated Tian Rong at Chengyang (Шаблон:Zhi; around present-day Ju County, Shandong). Tian Rong was killed while retreating to Pingyuan (around present-day northwestern Shandong). Although the Kingdom of Qi had surrendered, Xiang Yu still allowed his troops to plunder and loot the Qi territories. Tian Rong's younger brother, Tian Heng, made Tian Rong's son Tian Guang the new King of Qi, and continued to put up resistance against Xiang Yu.
Meanwhile, Liu Bang had mustered an army of about 560,000 with support from the kings who had surrendered to him. In September–October 205 BCE, the Chu capital, Pengcheng (Шаблон:Zhi; present-day Xuzhou, Jiangsu), fell to a coalition force led by Liu Bang. When Xiang Yu received news that Liu Bang had occupied Pengcheng, he led 30,000 troops to retake Pengcheng. Liu Bang was caught off guard and his army suffered heavy casualties and his family members were captured by Chu forces. After the battle, Liu Bang lost his territorial gains in Chu and the support of his allies.

### Battle of Jingsuo
After their defeat at Pengcheng, the strength of the Han forces decreased drastically. Liu Bang's family members were captured by Xiang Yu's forces and kept as hostages. Many of the kings who had surrendered to Liu Bang earlier defected to Xiang Yu's side after Liu Bang's defeat. The rulers of Qi and Zhao also requested to make peace with Xiang Yu.
Upon reaching Xiayi (кит.: 下邑; east of present-day Dangshan County, Anhui) which was guarded by his brother-in-law, Liu Bang reorganised his troops for a retreat. Meanwhile, Han Xin led reinforcements from Guanzhong into central China and defeated a Chu army between Jing County (кит.: 京縣) and Suo Village (кит.: 索亭), both in present-day Henan. He also put down a rebellion by Wang Wu and Cheng Chu – former Qin generals – and Shen Tu, the magistrate of Wei, and captured their base at Waihuang (кит.: 外黃; in present-day Minquan County, Henan). He and Liu Bang reorganised the Han army and established strong Han garrisons in Xingyang and Chenggao. Han Xin also developed his plan to conquer northern China, with the aim that Xiang Yu would be too distracted by Liu Bang and his bases of Xingyang and Chenggao to properly counter Han Xin in the north, nor could he endanger his line of retreat by marching past Xingyang and Chenggao into Guanzhong.
Liu Bang then sent a messenger to meet Ying Bu, the King of Jiujiang, to persuade Ying Bu to support him. In November 205 BCE, after Han Xin's victory at the Battle of Jingxing, Ying Bu agreed to join Liu Bang and rebelled against Xiang Yu. Upon learning about it, Xiang Yu sent Long Ju to attack Ying Bu.
In July–August 205 року до н. е., Liu Bang named his son Liu Ying as his heir apparent and put him in charge of Yueyang (кит.: 櫟陽; present-day Yanliang District, Xi'an). Shortly after, Han forces conquered Feiqiu (кит.: 廢丘; present-day Xingping, Shaanxi), which was guarded by Zhang Han, who committed suicide after his defeat.
On another front, Ying Bu was unable to resist Long Ju's attacks so he gave up on his domain in Jiujiang and joined Liu Bang.

## Північний фронт

### Battle of Anyi
In 205 BCE, Wei Bao left Liu Bang on the pretext of visiting an ill relative and secretly returned to his domain. He pledged allegiance to Xiang Yu and rebelled against Liu Bang. Liu Bang sent Li Yiji to persuade Wei Bao to surrender but Wei Bao refused, so Liu Bang ordered Han Xin to attack Wei Bao.
Wei Bao stationed his army at Puban (Шаблон:Zhi; present-day Yongji, Shanxi) and blocked the route to Linjin (Шаблон:Zhi; present-day Dali County, Shaanxi). Han Xin tricked Wei Bao into believing that he was planning to attack Linjin, while secretly sending a force from Xiayang (Шаблон:Zhi; present-day Hancheng, Shaanxi) to cross the river and attack Anyi (Шаблон:Zhi; present-day Xia County, Shanxi).
In October–November 205 BCE, Wei Bao personally led an attack on Han Xin but lost the battle and was captured. When he surrendered, Liu Bang accepted his surrender and appointed him as a general. Within the same month, Han Xin attacked the Kingdom of Dai with support from Zhang Er, the former King of Changshan, scored a decisive victory, capturing the Dai chancellor Xia Shuo.

### Битва при Цзінсін
Після здобуття перемоги над королівством Дай, Хань Сінь та Чжан Ер напали на королівство Чжао біля перевалу Цзінсін. Чжао Сє, король Чжао, та його канцлер, Чень Юй, очолили 200-тисячну армію для протистояння військам Хань. Лі Цзоче, генерал Чжао, запропонував план, як заманити Хань Сіня в пастку протягом десяти днів: Він мав очолити 30 000 воїнів, щоб зірвати шлях постачання Хань Сіня та заблокувати йому зворотний шлях, тоді як Чень Юй мав міцно захищати лінію фронту та не дати Хань Сіню просунутися вперед. Чень Юй відмовився слідувати плану Лі Цзоче.
The evening before the battle, Han Xin sent 2,000 horsemen, each carrying a flag of the Han army, to station near the Zhao camp. The next morning, Han Xin feigned defeat in a skirmish with Zhao forces and lured them to follow him, while his 2,000 men took advantage of the situation to capture the weakly defended Zhao camp. Meanwhile, the Zhao soldiers retreated after failing to conquer Han Xin's fort, and were surprised to see that their camp had been occupied by Han forces when they returned. The Zhao army fell into chaos and Han Xin seized the opportunity to launch a counterattack and scored a victory. Chen Yu was killed in action while Zhao Xie and Li Zuoche were captured.

### Битва на річці Вей
In 204 BCE, after the Kingdom of Yan had surrendered to him, Liu Bang made Zhang Er the new King of Zhao. Xiang Yu constantly sent his forces to attack the Kingdom of Zhao, but Han Xin and Zhang Er managed to hold their ground. Xiang Yu then turned his attention towards Xingyang, where Liu Bang was stationed. Liu Bang was forced to retreat to Chenggao, but he eventually abandoned Chenggao and headed north of the Yellow River to where Han Xin was. In a surprise move, Liu Bang seized control over the troops under Han Xin's command and ordered Han Xin to attack the Kingdom of Qi.
Just as Han Xin was preparing to attack Qi, Liu Bang sent Li Yiji to persuade Tian Guang, the King of Qi, to surrender. However, Liu Bang had not informed Han Xin about what he had sent Li Yiji to do. Meanwhile, Tian Guang had decided to surrender to Liu Bang so he had pulled back his forces from Lixia (Шаблон:Zhi; present-day Jinan, Shandong). However, as Han Xin did not know that Tian Guang had the intention of surrendering, he followed Kuai Tong's advice and launched an attack on the retreating Qi forces, conquering Lixia and attacking the Qi capital Linzi. Tian Guang thought that Li Yiji had lied to him to distract him from Han Xin's attacks, so he had Li Yiji boiled alive. Then, he retreated to Gaomi and requested aid from Xiang Yu. In the meantime, Han Xin conquered Linzi and continued to pursue the retreating Qi forces to Gaomi.
Xiang Yu sent Long Ju to lead 200,000 troops to help Tian Guang. After Han Xin defeated Long Ju in battle, Long Ju was advised to focus on strengthening his defences and getting Tian Guang to rally support from the fallen Qi territories. However, Long Ju decided not to heed the advice, and insisted on attacking Han Xin. On the night before the battle, Han Xin sent his men to dam the Wei River (Шаблон:Zhi; in present-day Weifang, Shandong) with sandbags.
The next morning, after a skirmish with Chu forces, Han Xin feigned defeat and retreated to lure the enemy to follow him. After about a quarter of the Chu forces had crossed the river, Han Xin signalled to his men to open the dam. Many Chu soldiers drowned and Long Ju was isolated with only a fraction of his forces. Taking advantage of the situation, Han Xin launched a counterattack. Long Ju was killed in action and the rest of the Chu forces disintegrated as Han Xin continued pressing the attack. Tian Guang fled while Han Xin pursued the retreating Chu forces to Chengyang (Шаблон:Zhi; near present-day Ju County, Shandong).
After his victory, Han Xin swiftly took control of the Qi territories and sent a messenger to Liu Bang, requesting that Liu Bang make him the new King of Qi. At the time, Liu Bang was under attack by Xiang Yu in Xingyang and was eagerly awaiting reinforcements from Han Xin. Initially, he was furious when he received Han Xin's request. However, he eventually acted on the advice of Zhang Liang and Chen Ping, and reluctantly approved Han Xin's request. At the same time, Xiang Yu felt worried after losing Long Ju, so he sent Wu She to incite Han Xin to rebel against Liu Bang and declare himself king. However, despite Kuai Tong's urging, Han Xin refused to betray Liu Bang. Han Xin later organised an army to move southward and attack Xiang Yu.

## Кінець війни
У 203 році до н. е., коли Сян Юй відступав на схід, Лю Бан, діючи за порадою Чжан Ляна і Чень Піна , відмовився від Гонконгського договору і наказав напасти на Сян Юя. Він також попросив допомоги у Хань Сіня і Пеня Юе, щоб атакувати Сян Юя одночасно з трьох напрямків. Однак, оскільки Хань Сінь і Пен Юе не мобілізували свої війська, Лю Бан зазнав поразки від Сян Юя в Гуліні (кит.: 固陵; на південь від сучасного округу Тайкан, Хенань) і був змушений відступити та зміцнити свою оборону. У той же час він знову послав гінців до Хань Сіня і Пеня Юе, пообіцявши їм землю і титули, якщо вони приєднаються до нього в нападі на Сян Юя.

### Битва при Гайся
У грудні 203 року до н. е., Лю Бан, Хань Сінь і Пен Юе атакували Сян Юя з трьох сторін. Втрачаючи припаси, Сян Юй та його війська опинилися в оточенні сил Хань у Гайся (кит.: 垓下; на південний схід від сучасного округу Лінбі, Аньхой). Хань Сінь наказав своїм військам співати народні пісні Чу, щоб створити враження, що території Чу здалися силам Хань і тепер багато чоловіків з Чу приєдналися до ханьців. Після цього бойовий дух сил Сян Юя різко впав, і багато його солдатів дезертирували.
Сян Юй спробував прорвати облогу і залишився лише з 28 чоловіками, коли досяг північного берега річки Ву (烏江; поблизу сучасного округу Хе, Аньхой). Він вистояв і зумів убити сотні ханьських солдатів, перш ніж він був пригнічений і врешті-решт покінчив життя самогубством, перерізавши собі горло.

## Наслідки
Після смерті Сян Юя решта сил Чу капітулювала перед Лю Баном і Китай був об'єднаний під правлінням Лю Бана. Лю Бан надав Пен Юе , Ін Бу та Хань Сінь титули короля Лян , короля Хуайнаня та короля Чу відповідно. Через кілька місяців, за наполяганням своїх послідовників і васалів, Лю Бан оголосив себе імператором і заснував династію Хань як правлячу династію в Китаї. Столиця імперії була в Лояні, але пізніше була перенесена в Чан'ань (сучасний Сіань, Шеньсі). Лю Бан зробив свою дружину Лю Чжі імператрицею, а свого сина Лю Ін — наслідним принцом.
Хоча Лю Банг спочатку щедро винагороджував тих, хто допоміг йому стати імператором, поступово він почав підозрювати їх і почав сумніватися в їхній вірності. Наприкінці 202 року до н. е. Хань Сінь був понижений з короля Чу до маркіза Хуайінь, а згодом був заарештований і страчений імператрицею Лю в 196 р. до н. е. за нібито підготовку повстання з Чень Сі . Того ж року Лю Бан повірив чуткам, що Пен Юе також причетний до змови, тому він знизив Пен Юе до статусу простолюдина. Пен Юе та члени його родини були згодом страчені імператрицею Лю.